# همبستگی و ردیابی تصویر دیجیتال
همبستگی و ردیابی تصویر دیجیتال (DIC)یک روش اندازه‌گیری جابجایی سطحی است که می‌تواند شکل، حرکت و تغییر شکل اجسام جامد را ثبت کند. به دست آوردن نتایج DIC ابتدایی آسان است، اما دستیابی به نتایج DIC قابل اعتماد و با کیفیت می تواند دشوار باشد.
همبستگی و ردیابی تصویر دیجیتال یک روش نوری است که از تکنیک های ردیابی و ثبت تصویر برای اندازه گیری دقیق دو بعدی و سه بعدی تغییرات در تصاویر استفاده می کند. این روش اغلب برای اندازه‌گیری جابجایی و کرنش‌های وارد بر سطوح استفاده می‌شود و به طور گسترده در بسیاری از زمینه‌های علوم و مهندسی استفاده می‌شود. در مقایسه با کرنش سنج هاو اکستانسومترها، مقدار اطلاعات جمع آوری شده در مورد جزئیات دقیق تغییر شکل در طول آزمایش های مکانیکی به دلیل توانایی ارائه داده های محلی و دقیق با استفاده از همبستگی تصویر دیجیتال افزایش یافته است.
روش‌های همبستگی تصویر دیجیتال(DIC) به دلیل سهولت نسبی در اجرا و استفاده، به محبوبیت بالایی به ‌ویژه در کاربردهای آزمایش‌های مکانیکی در مقیاس میکرو و نانو دست یافته اند. پیشرفت در فناوری کامپیوتر و دوربین های دیجیتال، از عوامل پیشرفت این روش بوده اند. و همچنین DIC می تواند تقریباً به هر فناوری تصویربرداری گسترش یابد.

## تعریف
عملیات اصلی DIC، ردیابی یک الگو  در دنباله ای از تصاویر است. فرآیند آزمایش را می توان به سه مرحله تقسیم کرد:
(1) ایجاد الگویی بر روی نمونه برای ردیابی تغییرات
(2) تصویر برداری از نمونه در طول حرکت/تغییر شکل
(3) تجزیه و تحلیل  تصاویر  برای محاسبه جابجایی های سطح نمونه
اولین تصویر در این فرایند به عنوان تصویر مرجع  که سایر تصاویر با آن مقایسه می شوند، تعریف می شود. DIC الگوی بین تصویر مرجع و تصویر تغییر شکل یافته را مطابقت می دهد و سپس جابجایی الگو را بین تصاویر مرجع و تغییر شکل یافته محاسبه می کند.

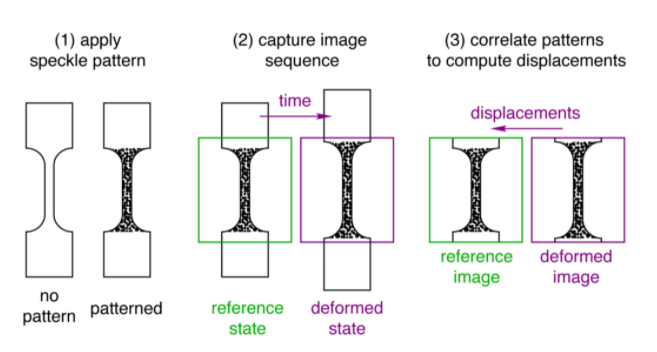
همبستگی تصویر دیجیتال

ساده سازی تحلیل DIC در زیر آمده است:
(الف) تصویر مرجع دارای یک الگوی قابل تشخیص از نقاط است که ردیابی خواهد شد.
(ب) بخشی از الگو، به نام زیر مجموعه، برای ردیابی انتخاب می شود.
(ج) مرکز زیرمجموعه (که بخشی از طرح اسپکل نیست) مکانی در تصویر مرجع است که جابجایی نسبت به آن محاسبه می شود.
(د) پس از تغییر شکل ماده از موقعیت اولیه تصویر مرجع، زیر مجموعه در تصویر تغییر شکل یافته با زیر مجموعه تصویر مرجع مطابقت داده می شود.
(ه) هنگامی که زیر مجموعه تطبیق داده شد، DIC جابجایی نسبی مرکز زیر مجموعه را بین تصاویر مرجع و تغییر شکل یافته محاسبه می کند.
برای محاسبه دقیق تر الگوی تغییر شکل یافته، DIC با ردیابی زیرمجموعه‌های متعدد، میدانی از جابجایی‌ها را محاسبه می‌کند. همان روش قبلی تکرار می شود اما این بار تعداد بیشتری از زیر مجموعه‌ها با اندازه‌ی مساوی برای به دست آوردن میزان جایجایی اندازه گیری می شود. 

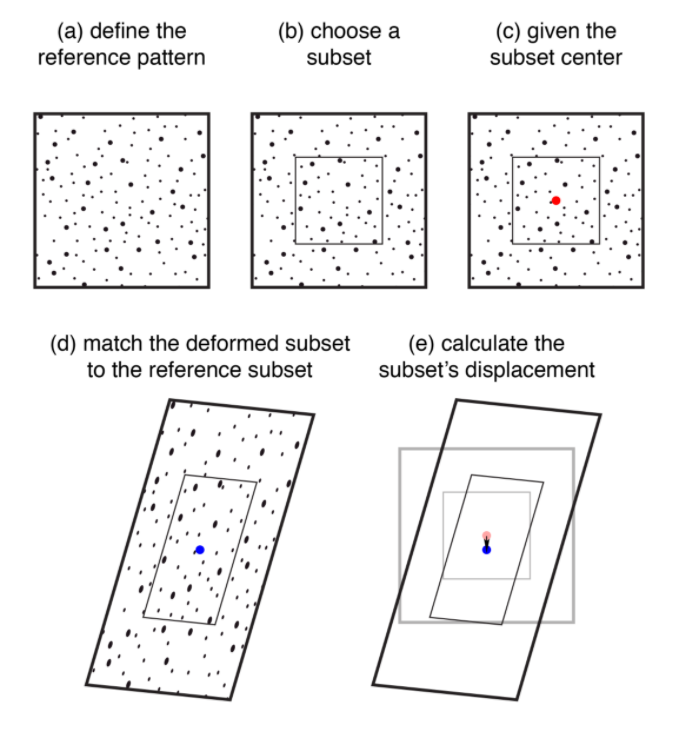
ساده سازی تحلیل در همبستگی تصویر دیجیتال

همبستگی گسسته دوبعدی {\displaystyle r_{ij}} را می‌توان به روش‌های مختلفی تعریف کرد، یکی از این موارد در زیر آمده است:
{\displaystyle r_{ij}={\frac {\sum _{m}\sum _{n}[f(m+i,n+j)-{\bar {f}}][g(m,n)-{\bar {g}}]}{\sqrt {\sum _{m}\sum _{n}{[f(m,n)-{\bar {f}}]^{2}}\sum _{m}\sum _{n}{[g(m,n)-{\bar {g}}]^{2}}}}}}
در اینجا f(m, n) شدت پیکسل در نقطه ی (m, n) در تصویر اصلی و g(m, n) شدت پیکسل تصویر در نقطه ی (m, n) بعد از تغییرات و همچنین {\displaystyle {\bar {f}}} و {\displaystyle {\bar {g}}} میانگین شدت در f و g می باشد. 

## انواع الگوریتم های DIC
یکی از راه‌های دسته‌بندی الگوریتم‌های DIC، ابعاد جابجایی‌های محاسبه‌شده است. برای تصاویری که تنها توسط یک دوربین جمع آوری شده اند، تنها دو بعد جابجایی قابل تشخیص است. به این DIC دو بعدی یا 2-DIC می گویند (همچنین معمولاً به عنوان 2D-DIC نوشته می شود). هنگامی که تصاویر از بیش از یک دوربین استفاده می شود، عمق آنرا نیز می توان اندازه گیری کرد. این DIC سه بعدی یا 3-DIC (همچنین معمولاً به عنوان 3D-DIC نوشته می شود) نامیده می شود.

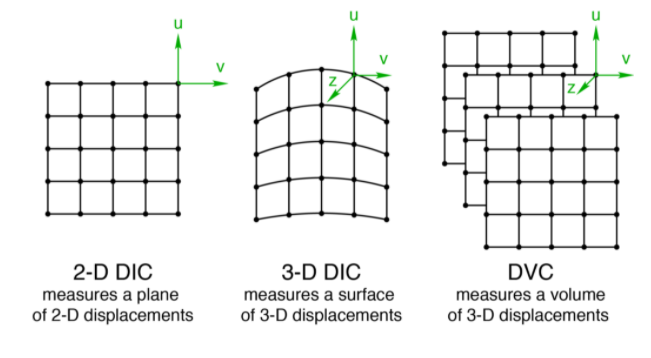
الگوریتم های DIC

2D-DIC فرض می‌کند که تغییر شکل‌های نمونه به صفحه‌ای موازی با دوربین محدود می‌شود. در عمل، حرکت خارج از صفحه می‌تواند منبع بزرگی از خطا برای DIC دو بعدی باشد، همچنین، تصاویر می‌توانند دارای اعوجاج‌هایی باشند که سبب ایجاد خطا  در اندازه‌گیری‌های DIC  خواهند شد.
نکته حائز اهمیت این است که 3D-DIC تنها توانایی اندازه گیری جابجایی ها روی سطح یک ماده را دارد و تغییرات حجم قابل اندازه گیری نیست. در این مورد از همبستگی حجم دیجیتال  (DVC)  استفاده می شود. برای اندازه‌گیری جابه‌جایی‌ها در یک جامد، سیستم تصویربرداری باید بتواند درون ماده را ببیند و الگوریتم‌های DIC باید برای ثبت جابه‌جایی‌ها در حجم گسترش یابد. دو نمونه از سیستم های تصویربرداری که می توانند داخل مواد را ببینند، توموگرافی اشعه ایکس و میکروسکوپ کانفوکال هستند.

## طرح های اسپکل
برای مطابقت تصاویر مرجع و تغییر شکل یافته، DIC ویژگی هایی را روی سطح نمونه ردیابی می کند که در مجموع الگوی اسپکل را تشکیل می دهند. گاهی اوقات، سطح نمونه به طور ذاتی دارای ویژگی هایی است که برای یک الگوی اسپکل طبیعی کافی است، اما معمولاً یک الگوی اسپکل مصنوعی باید روی نمونه اعمال شود. کیفیت نتایج DIC به شدت به الگوی اسپکل بستگی دارد و الگوهای بهینه باید شرایط زیر را برآورده کنند:
الف)این الگو باید سطح نمونه را در ناحیه مورد نظر بپوشاند.
ب)ویژگی هایی که الگو را تشکیل می دهند (اسپکل ها)، باید در موقعیت تصادفی اما از نظر اندازه یکنواخت باشند.
ج)استفاده از طرح های اسپکل  صلب به جای طرح های قابل تغییر شکل، خطاهای نسبتاً کوچکی را در اندازه گیری DIC  ایجاد می کند. به عبارت دیگر، الگو به طور کامل به نمونه چسبیده است، اما در مقایسه با نمونه به راحتی تغییر شکل می دهد.طرح های اسپکل  قابل تغییر شکل ایده‌آل هستند، زیرا سبب پایداری در محیط آزمایش می شوند. به عنوان مثال، برای آزمایش در دمای بالا، الگوی تحت گرما پوسیده یا تیره نمی شود.
د)طرح های اسپکل باید دارای حداقل چگالی در حدود 50٪ بر روی سطح نمونه باشند. وقتی الگو دارای طرح‌های خیلی کم یا خیلی زیاد باشد، این امر منجر خطاهایی در اندازه گیری تغییرات در سطح می شوند.

## روش های ایجاد اسپکل
در بیشتر موارد، سطح طبیعی نمونه بهترین الگوی قابل دستیابی نیست. راه های زیادی برای اعمال طرح های اسپکل مصنوعی وجود دارد و تکنیک های اصلی در زیر ذکر شده است.

### رنگ آمیزی
طرح‌های اسپکل ایجاد شده با رنگ آمیزی به دلیل سازگاری رنگ با اکثر مواد مهندسی محبوبند. طرح‌های اسپکل با کیفیت بالا را می توان به سرعت با پاشش رنگ اعمال کرد. از آنجایی که رنگ هایی غیر از سیاه و سفید ذاتا وضوح کمتری دارند، رنگ های سیاه و سفید توصیه می شوند. استفاده از رنگ سفید به‌عنوان پس‌زمینه و سیاه به‌عنوان اسپکل ترجیح داده می‌شود، زیرا رنگ سیاه وضوح بهتری را نسبت به رنگ سفید دارد.
اگر نمونه دچار تغییر شکل‌های بزرگ و/یا نرخ کرنش بالا می‌شود، آزمایش باید در 24 تا 48 ساعت پس از رنگ‌آمیزی انجام شود. با خشک شدن رنگ توانایی تغییر شکل با نمونه کاهش می یابد. طیف وسیعی از اندازه های اسپکل را می توان با رنگ آمیزی تولید کرد.

### جوهر
برای مواد هایپرالاستیک (از جمله بسیاری از الاستومرها، پلیمرها و مواد زیستی)، رنگ کشش کافی برای تغییر شکل همراه سطح مورد نظر را ندارد. جوهرها و رنگ‌هایی که در مواد نمونه نفوذ می‌کنند، گزینه‌ی مناسبی برای ایجاد طرح‌های اسپکل هستند. برای اعمال جوهر یا رنگ می توان از مهر زدن، اسپری کردن و شابلون زدن استفاده کرد. به عنوان مثال، بافت نرم بیولوژیکی را می توان با متیلن آبی رنگ آمیزی کرد.

### ذرات پودر
برای مواد مرطوب یا چسبنده، ذرات پودر کارایی بهتری نسبت به  رنگ دارند. پودر گرافیت برای اسپکل های تیره مورد توجه است و همچنین از آلومینا یا اکسید منیزیم برای پوشش سفید می توان استفاده کرد. یکی دیگر از کاربردهای طرح های پودری، دستیابی به لکه های کوچکتر نسبت به طرح‌های رنگ شده است. با استفاده از ترکیبی از فیلترها و هوای فشرده، الگوهای ذرات پودری کوچکتر از 10 میکرون را می توان بر روی یک نمونه صاف/صیقل داده شده قرار داد تا یک طرح اسپکل تشکیل شود.

### حکاکی لیزری
در برخی موارد می توان سطح نمونه را با برش لیزری حکاکی کرد. این روش الگوهایی را ارائه می دهد که در طول آزمایش های دمای بالا بدون تغییر باقی می مانند.

### نانو ذرات
برای سطح‌های با ابعاد میکرون می توان از نانوذرات خود مونتاژ شده استفاده کرد. نانو ذرات با ایجاد طرح‌های اسپکل کوچک، دقت اندازه گیری را افزایش دهد.

## تصویربرداری
مرحله کلیدی جمع آوری داده برایDIC  گرفتن تصاویر است. اولین نکته، انتخاب بزرگنمایی تصویر مناسب است. بزرگنمایی تصویر بستگی به مقیاس طول نمونه ها و سطوحی که در طی آزمایش ها مورد بررسی قرار می گیرند، دارد. الگوریتم‌هایDIC  ذاتاً از مقیاس طول مستقل هستند، بنابراین تبدیل مقیاس طول فیزیکی از بزرگ‌نمایی تصویر ناشی می‌شود.
ایجاد یک راه اندازی موفق DIC مستلزم انتخاب صحیح تجهیزات است. برای سیستم های DIC نوری با دوربین، لنز و چراغ، چند معیار انتخاب وجود دارد که سیستم را بهینه می کند:
- برای تصاویر DIC، بهترین روش انتخاب دوربین های سیاه و سفید است. اغلب، دوربین هایی که برای کاربردهای بینایی ماشین به بازار عرضه می شوند، برای DIC نیز بسیار مناسب هستند.
- سنسور دوربین باید نویز کم، بازده کوانتومی بالا و محدوده دینامیکی بالا داشته باشد.
- لنزها باید اعوجاج کمی داشته باشند. بهترین لنزها برای DIC ، لنزهای telecentric  هستند، به این معنی که بزرگنمایی نمونه در عمق یا میدان دید لنز تفاوتی نداشته باشد.
- برای به حداکثر رساندن نتایج DIC نوری، فیلترهای پلاریزه را می توان به صورت متعامد روی چراغ ها و لنزها قرار داد. برای DIC، قطبش متقاطعوضوح را افزایش می‌دهد و خطا را کاهش می‌دهد.
- استفاده از فن برای دمیدن آرام هوا بر روی تنظیمات DIC عملی است زیرا جریان هوای اطراف نمونه سبب ایجاد خطا در  تصویر برداری می شود.

## کاربردها
امروزه فناوری DIC جایگاه ویژه‌ای در صنایع مختلف پیدا کرده است و کاربردهای متنوعی از پزشکی تا صنایع بزرگ و ساختمان سازی را به خود اختصاص داده است. در زیر به چند مورد از این کاربردها اشاره شده است.
- خودرو
- هوافضا
- بیولوژیکی
- بیومکانیک
- الکترونیک[۵]
- تحقیق و آموزش
- صنایع نظامی

‍